# Tavola spinale

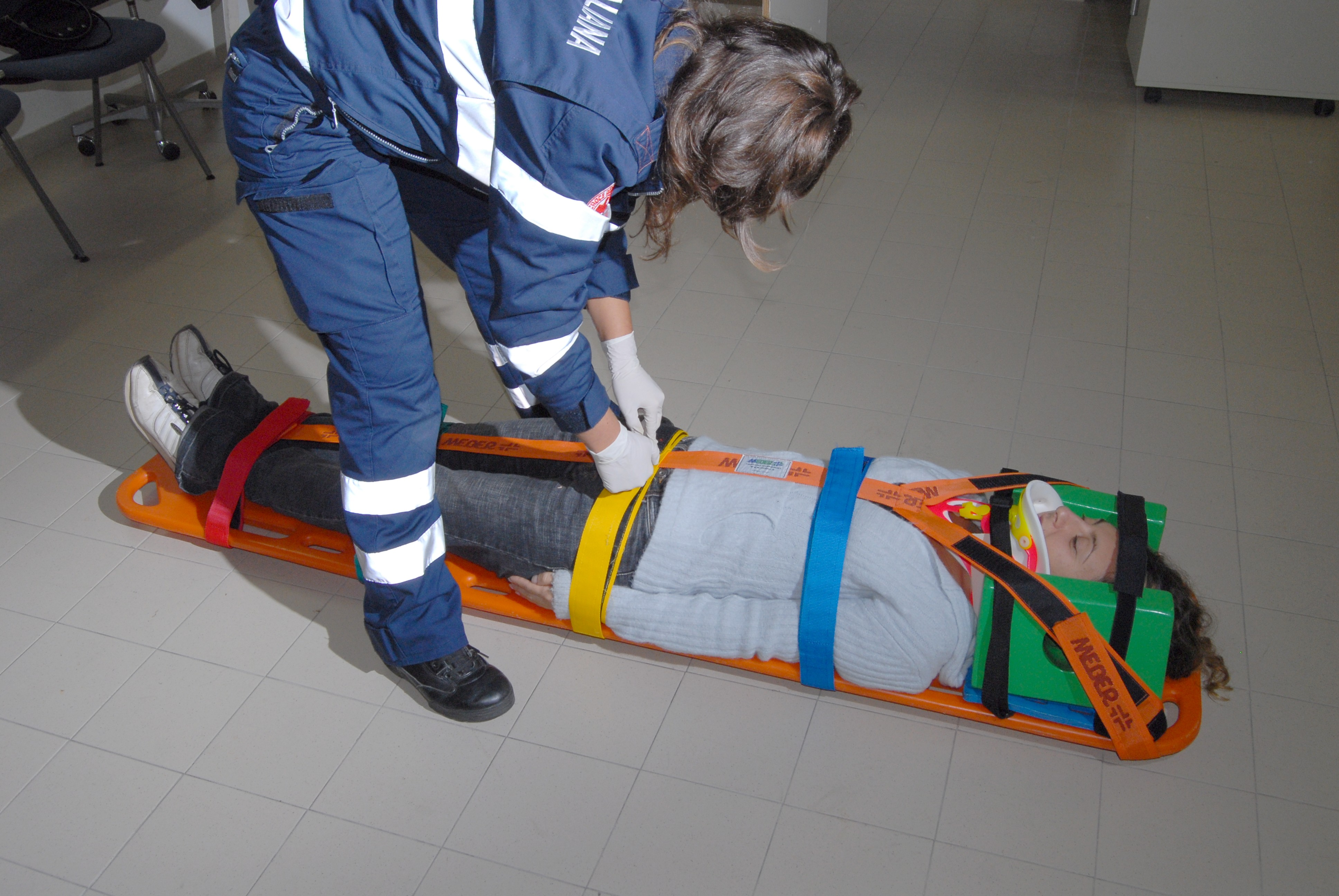
Caricamento di paziente traumatizzato eseguito su tavola spinale. (Simulazione didattica)

La tavola spinale o asse spinale è un presidio utilizzato per l'estricazione, l'immobilizzazione spinale e per brevi spostamenti di vittime di trauma.
La tavola spinale è stata concepita per ottenere l'immobilizzazione e la contenzione dell'intero corpo mantenendo l'allineamento della testa, del collo e del tronco del paziente politraumatizzato. Viene quindi utilizzata in caso di incidenti traumatici in cui si sospettano lesioni alla colonna vertebrale.
Non è classificata come barella, quindi per il trasporto della vittima per lunghi tratti deve essere sostituita da altri presidi rigidi, quale ad esempio il materassino a depressione.
Una buona tavola spinale deve avere queste caratteristiche:
- ottima rigidezza (deve mantenere la forma anche in presenza di carichi notevoli minimo richiesto dalla normativa di 150 kg)
- versatilità (può essere utilizzata per diversi tipi di pazienti, lesioni e frangenti)
- isolamento termico
- maneggevolezza; impugnature solide e fissaggi adeguati (numero di fori adeguati che permettano una buona presa da parte dei soccorritori e un adeguato posizionamento dei sistemi di fissaggio)
- radiocompatibilità (per permettere l'esecuzione di indagini diagnostiche quali RX, TC e MRI)
- resistenza ad urti e corrosioni
- dev'essere lavabile e igienizzabile
- concordanza con gli altri presidi di immobilizzazione (collare cervicale, fermacapo, ragno ecc.)

L'utilizzo della tavola spinale non esclude l'uso degli altri presidi di immobilzzazione. Quando ci si trova di fronte ad un paziente politraumatizzato è d'obbligo l'immobilizzazione della colonna vertebrale per non provocare al paziente altre lesioni; per questo motivo l'uso della tavola spinale deve essere preceduto dal posizionamento del collare cervicale e seguito dal posizionamento del fermacapo e dal ragno per bloccare il paziente sulla tavola spinale. L'associazione di tutti questi presidi, e il loro corretto uso, permette di trasportare il paziente anche in posizione verticale (per farlo scendere ad esempio da un dirupo) o di ruotarlo su un fianco, se dovesse ad esempio vomitare.
La tavola spinale può essere utilizzata per i bambini con peso maggiore di 25kg e adulti fino a 150kg (esistono comunque modelli con portate superiori). Se il bambino pesa meno di 25 kg si utilizza la tavola spinale pediatrica.
L'utilizzo della tavola spinale prevede la presenza di almeno tre soccorritori qualificati, in quanto uno, il leader, si occupa di immobilizzare il capo, e gli altri due si occupano di muovere il corpo tenendo la colonna vertebrale in asse.